# 別府市公会堂

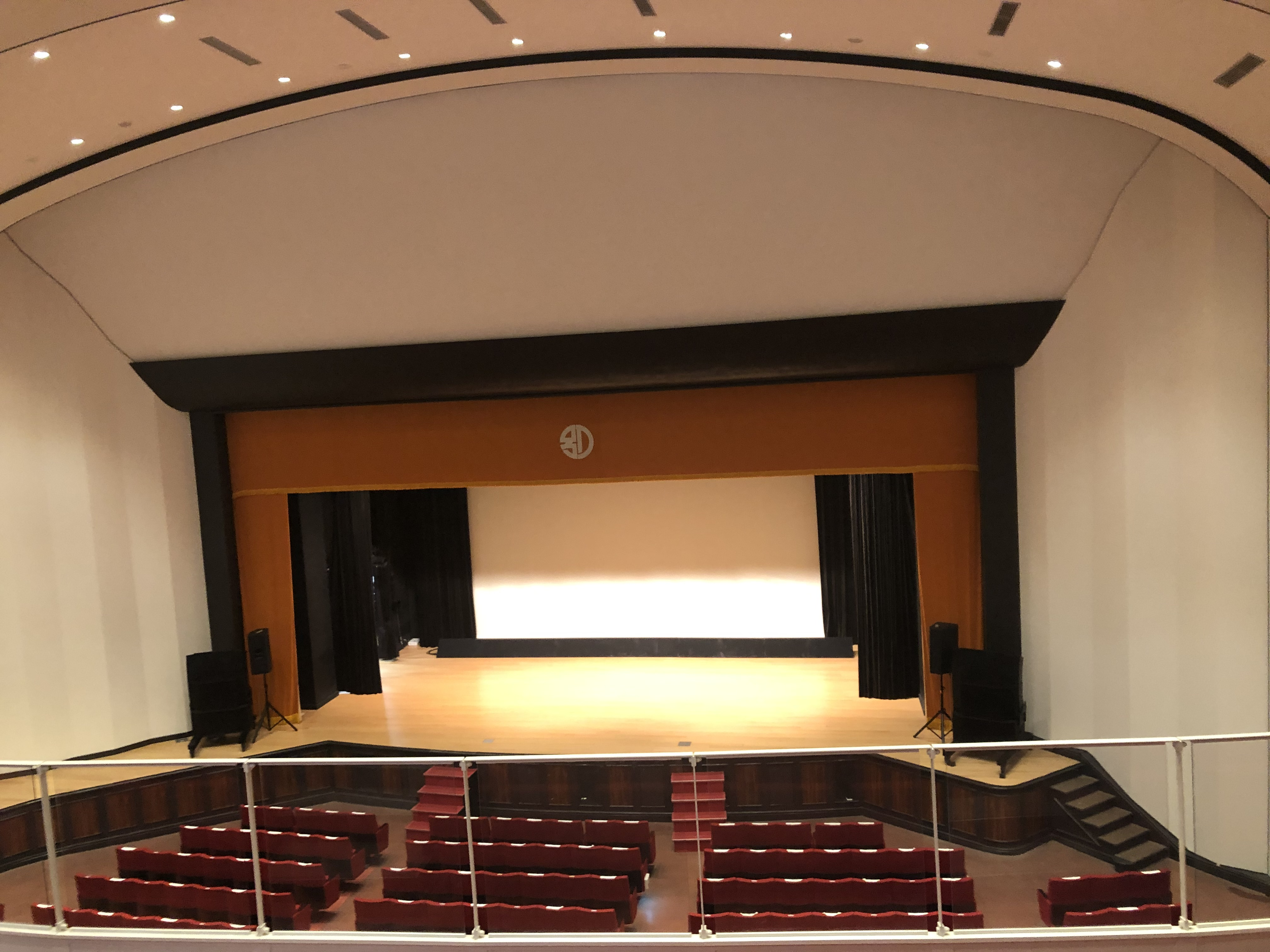
別府市公会堂 大ホール

別府市公会堂（べっぷしこうかいどう）は、大分県別府市にあるホールである。現存する鉄筋コンクリート造の建物としては県内最古のものであり、現在は、別府市中央公民館及び別府市市民会館が入居している。別府市指定有形文化財。DOCOMOMO Japanによる日本におけるモダン・ムーブメントの建築選定作品。

## 概要
別府市の市制施行を記念して建築された。敷地の一部はかつての麻生太吉の別荘に当たる。
設計は別府郵便電話局電話分室（国の登録有形文化財）と同じ吉田鉄郎。ファサードのデザインは、吉田鉄郎の同時期の作品である京都中央電話局と同様に、ラグナル・エストベリ設計のストックホルム市庁舎の影響を受けているとされる。
この公会堂が竣工した1928年（昭和3年）には、中外産業博覧会が開催されており、その開催日である4月1日夕には本公会堂地下食堂にて580人が列席する宴会が開かれている。また、同年には本公会堂のほか、浜脇高等温泉（1928年（昭和3年）6月竣工、1988年（昭和63年）取り壊し））等も建設されている。

## 沿革
- 1927年（昭和2年）1月14日 - 別府市公会堂着工。
- 1928年（昭和3年）
  - 3月28日 - 別府市公会堂竣工。
  - 3月29日 - 別府市公会堂落成式挙行。
- 1950年（昭和25年）4月 - 別府市公会堂を別府市市民会館に転用。
- 1962年（昭和37年）4月 - 別府市中央公民館に改称。
- 1968年（昭和43年） - 正面階段を撤去[5]。以後、旧地下1階が1階に、旧1階が2階に、旧2階が3階になる。
- 1969年（昭和44年）3月 - 別府市中央公民館の一部を別府市市民会館とする。
- 1994年（平成6年）11月25日 - 別府市の有形文化財に指定。
- 1995年（平成7年）4月 - 改修工事のため休館。
- 1996年（平成8年）4月 - 大ホール以外が再開館。
- 1997年（平成9年）4月 - 大ホールが再開館。
- 2014年（平成26年）10月 - 復原工事開始。
- 2016年（平成28年）
  - 2月 - 復原工事竣工。名称を別府市公会堂に戻す。中央公民館と市民会館は引き続き入居する。
  - 4月1日 - リニューアルオープン[9]。

## 改修
2014年10月から、正面階段やホールのホワイエなどを当初のデザインに復原する改修が行われた。同時に、空調・電気設備の更新、耐震補強、バリアフリー化、外壁タイルの貼り替え、サッシの更新も行われた。設計・監理は安井建築設計事務所。2016年2月の竣工、同年4月1日にはリニューアルオープンされた。

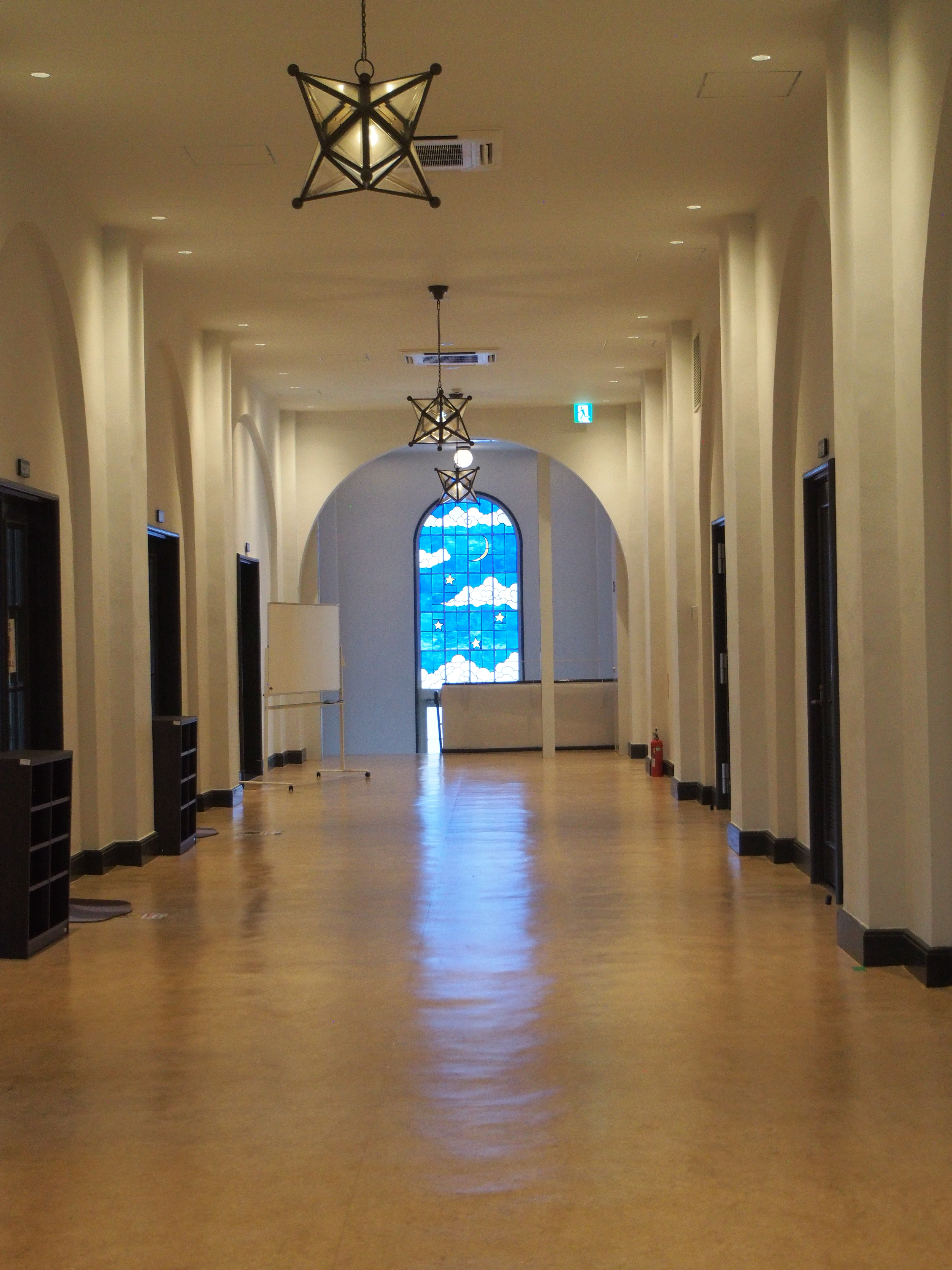
別府市公会堂 三階広間と踊り場のステンドグラス